# 胡喋蘭
胡喋蘭（こちょうらん）は、ホリプロに所属していた女性お笑いコンビ。

## メンバー
- エリ - 本名：高山絵利（1975年5月27日 -、東京都国立市出身）
  - 1993年と1994年にレースクイーンとして「FROM Aレーシング」に参加したことがある。

- あべこ - 本名：阿部恵子（1975年5月20日 -、大分県大分市出身）
  - スクールメイツ出身でダンスやバレエなどを得意とする異色の経歴を持つ。身長158cm、体重123kg、体脂肪率64.5%の超肥満体。食べ放題や巨大グルメのレポートといった仕事が多い。既婚。

元は3人組で、「胡喋蘭」というユニット名を決めたのは先に脱退した1人だったため、残った2人のメンバーはこの名の由来を知らなかった。
いちばんはりきっていたのは脱退したメンバーだったが、事務所に入って1週間で辞めたと雑誌のインタビューで答えている。
現在も活動中のあべこは上京する時、全くお笑いに興味はなくミュージカル女優志望だったと番組で答えている。

## 来歴
よく胡蝶蘭と間違われる。
1998年、ホリプロ主催の「お笑いジェンヌオーディション」（女性お笑いタレントを発掘するコンテスト）で合格しプロデビュー。テレビのバラエティ番組を中心に出演をこなす。
ネタはあべこの体形とダンスを生かしたコントやショートコントが多いが、あべこが『ザ!世界仰天ニュース』のダイエット企画に参加していたこともあって、ネタの方向転換をしたこともあった。
2008年に解散、以後はあべこがピン芸人として活動。
現在はミュージカル、芝居など舞台をメインに役者として活動中。
また東京だけではなく、出身地の大分県でミュージカルの演出、脚本を手掛け評価を獲ている。
プライベートでは特技のパン作りを生かしパン教室「あべこぱん」の主宰も行っている。
パンのレシピに押していた本人が作った消しゴムはんこが人気になり、消しゴムはんこ作家としても活動中。
消しゴムはんこの屋号は「あべこはん」。
本人の作るパンと消しゴムはんこは度々ブログなどに登場する。
2016年、美味しいお米にひとめぼれし大分県玖珠町に移住。同町の観光大使「童話の里くす観光ファンタジー大使」をつとめる。
2018年から「童話の里くすファンタジーミュージカルスタジオ」を主宰。玖珠町、大分市などでミュージカルレッスンを開講し、人気を得ている。

## 出演

### テレビ
- 桂芸能社マジ! （TBSテレビ、レギュラー出演）
- 朝は楽しく!スマイルサプリメント （テレビ東京、レギュラー出演）
- 大笑点（日本テレビ）
- 爆笑オンエアバトル（NHK）
- アッコにおまかせ！(TBS)
- 世界仰天ニュース(日本テレビ)
- ニノさん(日本テレビ)
- 一周回って知らない話(日本テレビ)
- スーパーニュース(フジテレビ、特報グルメリポーターレギュラー)
- リンカーン(TBS)
- 志村屋です(フジテレビ)
- 志村の夜(フジテレビ)
- 志村けんのだいじょうぶだぁ(フジテレビ)

### ドラマ
- 土曜ワイド劇場『第一級殺人弁護 鑑定証拠』 （テレビ朝日、2002年6月8日）
- 特命係長 只野仁 （テレビ朝日、2005年）
- ミステリー民俗学者 八雲樹 （テレビ朝日、2005年）
- 新宿スワン （テレビ朝日、2007年）
- 火曜ドラマゴールド『らんぼう・2』 （日本テレビ、2007年2月6日）

### 舞台
- ブロードウェイミュージカル「ピーターパン」
- ブロードウェイミュージカル「キャバレー」
- 音楽劇「それからのブンとフン」
- ミュージカル「アンタッチャブー」
- GACKT MOON SAGA「義経熱血学園物語」
- 氷川きよし明治座特別公演「ねずみ小僧」
- ミュージカル「生きる」
- ミュージカル「ロミオの青い空」

### DVD
- アンジャッシュのタイツくん ~男のたしなみ~ ON盤/OFF盤 - あべこのみ出演